# Benet de Sant Maur
Benet de Sant Maur fou un poeta anglonormand del segle xii, nascut possiblement a Sainte-Maure-de-Touraine i mort probablement entre 1180/1189.
La seva vida és molt poc coneguda; se sap que s'anomenava mestre i restà al servei d'Enric II d'Anglaterra, el qual li encarregà un poema, i assabentat d'això el seu rival Wace, en va compondre un altre sobre el mateix assumpte, però el rei preferí el de Benet, que es titula Crònica dels ducs de Normandia i consta de 45.000 versos. Encara que inspirat en una obra de Dudon de Saint-Quentin, el poema de Benet és interessant perquè ofereix una descripció força exacta i fidel dels costums medievals. Abraça de des les invasions daneses a Normandia fins a la història d'Enric II, mort el 1189.
A més, a Benet de Sant Maur se li deuen el Roman de Troie, poema en 30.000 versos, i el Roman d'Enees, en 10.000. El Roman de Thèbes, que alguns filòlegs també han atribuït a Benet, és obra probablement d'un altre poeta.